# Macroglossum kishidai
Macroglossum kishidai là một loài bướm đêm thuộc họ Sphingidae. Nó được tìm thấy ở Sulawesi.